# Conus asiaticus
Conus asiaticus é uma espécie de gastrópode do gênero Conus, pertencente à família Conidae.

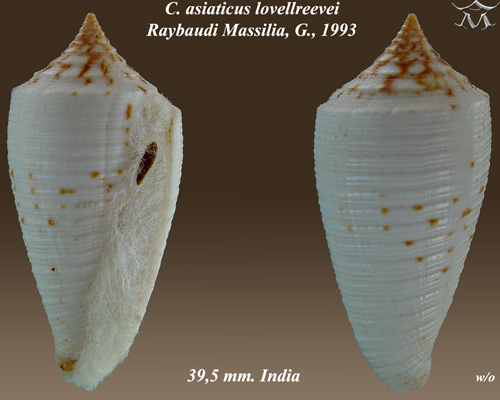
Conus asiaticus lovellreevei Raybaudi Massilia, G., 1993